# بوزو استارسویچ
بوزو استارسویچ (به انگلیسی: Božo Starčević) (زاده ۱۱ دسامبر ۱۹۸۸) کشتی گیر کشور کرواسی است. از افتخارات این کشتی‌گیر کسب مقام سومی در مسابقات قهرمانی کشتی اروپا در سال ۲۰۱۳ می‌باشد. وی سابقه حضور در المپیک ۲۰۱۶ ریو و المپیک ۲۰۲۰ توکیو را دارد.